# Schiedsstelle nach dem Gesetz über Arbeitnehmererfindungen
Die Schiedsstelle nach dem Gesetz über Arbeitnehmererfindungen (manchmal auch kurz als „Schiedsstelle für Arbeitnehmererfinderrecht“ oder „Arbeitnehmererfindungs-Schiedsstelle“ bezeichnet) ist eine beim Deutschen Patent- und Markenamt („DPMA“) eingerichtete Schiedsstelle, mit und vor der Arbeitgeber und Arbeitnehmer versuchen können, eine zwischen ihnen aufgetretene arbeitnehmererfinderrechtliche Streitfrage einvernehmlich beizulegen.

## Rechtsgrundlage, Überblick
Die Schiedsstelle ist durch §§ 28 bis 30 des Gesetzes über Arbeitnehmererfindungen (ArbNErfG) geschaffen.
Die Schiedsstelle ist ausschließlich für arbeitnehmererfinderrechtliche Streitfälle zwischen Arbeitgeber und Arbeitnehmer zuständig. Die für die Arbeit der Schiedsstelle hauptsächlich wichtigen materiellen Rechtsnormen sind das Arbeitnehmererfindergesetz, die daran anknüpfenden Vergütungsrichtlinien, das Patentgesetz und das allgemeine Zivilrecht. Zur Verfahrensordnung wird ergänzend auf die Zivilprozessordnung verwiesen.
Ein Zweck der Einrichtung der Schiedsstelle ist es, für arbeitnehmererfinderrechtliche Streitfälle ein schnelles, kostengünstiges und für das Verhältnis zwischen Arbeitgeber und Arbeitnehmer, das ja trotz des arbeitnehmererfinderrechtlichen Streites a priori fortbestehen soll, möglichst wenig belastendes Streitbeilegungsverfahren zu schaffen. Die Verfahren vor der Schiedsstelle sind nicht öffentlich. Die Schiedsstelle fällt keinen die Parteien bindenden Beschluss, sondern will vor dem Hintergrund des geltenden Rechts und ihrer Erfahrung die Parteien zum Abschließen einer streitregelnden Vereinbarung bewegen.
Die Mehrzahl der Fälle bei der Schiedsstelle betrifft die Festsetzung der Arbeitnehmererfindervergütung und den Rechtsübergang vom Erfinder auf den Arbeitgeber.

## Besetzung, Verfahren
Die Schiedsstelle bearbeitet einen Fall in einem Dreiergremium. Der Vorsitzende soll ein Jurist sein. Zwei Beisitzer sind Prüfer des DPMA, die für das technische Gebiet der in Rede stehenden Erfindung zuständig sind. Das Gremium entscheiden mit Stimmenmehrheit.
Eine Partei kann die Schiedsstelle schriftlich, aber sonst formlos anrufen. In ihrem Schreiben muss sie die wesentlichen Umstände vortragen. Die Schiedsstelle wird das Schreiben der anderen Partei zusenden und diese mit Frist zu Stellungnahme auffordern. Es entsteht auf diese Weise ein schriftliches Verfahren, bei dem abwechselnd Schriftsätze ggf. mit belegendem Material eingereicht werden. Wenn die Schiedsstelle den Fall für entscheidungsreif hält, wird sie den Parteien einen  Einigungsvorschlag unterbreiten, den sie angesichts der Vorträge intern ausgearbeitet und abgestimmt hat. Eine mündliche Verhandlung findet nur in besonders gelagerten Fällen statt.
Der Vorschlag mitsamt Begründung dafür wird den Parteien zugesandt. Er gilt als angenommen, wenn keine Partei ihm binnen eines Monats widerspricht. Er ist dann ein Vertrag zwischen den Parteien. Andernfalls ist das Erfahren erfolglos beendet.
Das Verfahren ist nicht öffentlich. Auch der ausgearbeitete Einigungsvorschlag wird nicht veröffentlicht. Allerdings veröffentlicht die Schiedsstelle Leitsätze aus ihren Einigungsvorschlage, anhand derer die Spruchpraxis erkennbar ist.
Die (patent)anwaltliche Vertretung einer Partei ist nicht nötig.

## Kosten
Die Schiedsstelle erhebt für ihre Anrufung und Arbeit keine Kosten und Auslagen.
Für das Verfahren trägt jede Partei unabhängig davon, wie das Verfahren ausgeht, ihre eigenen Kosten.

## Bedeutung
Obwohl die Schiedsstelle keine bindenden Beschlüsse oder Urteile fällen kann, kommt ihrer Arbeit doch große faktische Bedeutung bei. Da sie die einzige derartige Stelle in der BRD ist, hat sie in der Thematik große Erfahrung. Da sie in einem konkreten Streit einen Einigungsvorschlag ausarbeitet und den Parteien zusendet, ist den Parteien die Meinung der Schiedsstelle bekannt. Sollte der Vorschlag der Schiedsstelle von den Parteien nicht angenommen werden und sich ein herkömmlicher zivilrechtlicher Streit anschließen, kann von einer interessierten Partei der Einigungsvorschlag der Schiedsstelle quasi gutachtlich dem Gericht vorgelegt werden. Wegen der Sachkunde der Schiedsstelle wird ein Gericht einem solchen (nicht angenommenen) Vorschlag der Schiedsstelle Aufmerksamkeit widmen, wenn nicht sogar große Bedeutung beimessen.
Im rechtlichen Sinn ist das Verfahren vor der Schiedsstelle insoweit von Bedeutung, als bei einem bestehenden Arbeitsverhältnis zivilrechtliche Klagen erst zulässig sind, wenn die Schiedsstelle angerufen wurde.